# Battaglia navale (gioco)
La battaglia navale è un gioco di carta e matita per due giocatori, estremamente popolare e diffuso in tutto il mondo. È stato anche commercializzato come gioco da tavolo da diverse case editrici di giochi, tra cui la Milton Bradley.

## Funzionamento
Per giocare a battaglia navale occorrono quattro tabelle (due per giocatore), tutte di uguali dimensioni (per esempio 10×10 o un'altra dimensione concordata dai giocatori). I quadretti della tabella sono identificate da coppie di coordinate, corrispondenti a riga e colonna; tradizionalmente si usano lettere per le colonne e numeri per le righe (perciò le celle sono "A-1", "B-6", e così via). All'inizio i giocatori devono posizionare le proprie navi segnandole su una delle loro due griglie (che terranno nascoste all'avversario per tutta la durata del gioco).
Una "nave" occupa un certo numero di quadretti adiacenti in linea retta (orizzontale o verticale) sulla tabella. Due navi non possono toccarsi. I giocatori si accordano preliminarmente su quante navi disporre e di quali dimensioni. Si può notare che molti giocatori utilizzano (anche non sempre in modo consistente) una particolare terminologia per riferirsi alle navi delle varie dimensioni; per esempio un sottomarino è di solito una nave di dimensione 3, insieme all'incrociatore, un cacciatorpediniere è di dimensione 2 e le navi di lunghezza superiore sono corazzate (dimensione 4) e così via. Una volta posizionate le navi, il gioco procede a turni. Il giocatore di turno "spara un colpo" dichiarando  un quadretto (per esempio, "B-5"). L'avversario controlla sulla propria griglia se quella cella è occupata da una sua nave. In caso affermativo risponde "colpito!" e marca quel quadretto sulla propria tabella; in caso negativo risponde "acqua" o "mancato". Sulla seconda tabella in dotazione i giocatori prendono nota dei colpi che hanno sparato e del loro esito. Quando un colpo centra l'ultimo quadretto di una nave non ancora affondata, il giocatore che subisce il colpo dovrà dichiarare "colpito e affondato!" e la nave si considera persa. Vince il giocatore che fa affondare tutte le navi dell'avversario per primo.

## Varianti
La battaglia navale è un gioco molto diffuso, che può essere giocato anche solo con carta e matita; non c'è dunque da stupirsi se le regole sono note secondo numerose varianti. Fra gli aspetti variabili ci sono la dimensione della griglia e il numero di navi da piazzare delle varie lunghezze. Per alcuni giocatori è illegale posizionare navi in caselle adiacenti sulla griglia; un'alternativa prevede di poter inserire le navi anche adiacenti. Qualcuno, inoltre, ammette anche il posizionamento diagonale o non rettilineo delle navi. 
Un'altra variante comune prevede che il giocatore di turno possa sparare tanti colpi quante sono le sue navi non ancora affondate. Nelle versioni anglosassoni, a questa variazione si aggiunge il fatto che chi risponde rivela solo il numero dei colpi andati a segno, non quale singolo colpo sia mancato o colpito: questo rende il gioco più complesso, trasformandolo in un gioco di intuizione. Analogo effetto ha una regola opzionale francese secondo cui non si rivela solo se un colpo è andato a segno o mancato, ma c'è la risposta "in vista" per i colpi finiti in caselle di mare adiacenti a una nave.
Le varianti sono comunque molteplici e i repertori di giochi con carta e matita ne raccolgono diversi, più o meno affini al gioco originale. Significativamente differente è una versione diffusa principalmente nel mondo anglosassone, in cui vengono posizionate sulla griglia, anziché navi, parole (trascritte una lettera per casella). Quando un giocatore colpisce una casella, la lettera corrispondente (se presente) gli viene rivelata. La parola può essere eliminata ("affondata") anche indovinandola prima di averne colpito tutte le lettere. Questa variante generalmente si gioca a punti (per esempio, 1 punto per ogni lettera colpita, 5 punti per ogni parola affondata, un bonus di 10 punti per le parole indovinate).
Le case editrici di giochi hanno spesso proposto varianti della battaglia navale che sarebbero più complicate da giocare con carta e matita, ad esempio in tre dimensioni (con sommergibili effettivamente posizionati in una griglia sottostante rispetto a quella che rappresenta la superficie dell'acqua). Esiste infine una categoria di giochi di logica per riviste di enigmistica che propongono una variante in cui occorre indovinare il posizionamento di una flotta di navi su una griglia quadrata sulla base di una serie di indizi (p.es., "5 celle sulla riga A sono occupate da navi"; "tutte le navi di dimensione 4 sono disposte in verticale", e così via; gli indizi devono essere sufficienti a consentire di individuare le navi in modo certo per via di ragionamento).

## Videogiochi
La semplicità di Battaglia navale fa sì che siano molto comuni le sue trasposizioni come videogioco, specialmente come prodotto non commerciale o all'interno di raccolte di piccoli giochi. Tra le versioni pubblicate commercialmente con un certo rilievo si possono citare Battle Ships (computer, 1987), Battleship: The Classic Naval Combat Game (Game Boy, 1989), Battleship (console, 1993), Battleship: The Classic Naval Warfare Game (Windows, 1996), Battleship: Surface Thunder (Windows, 2000).